# سوموسومو
سوموسومو (بالإنجليزية: Somosomo) هي قرية تقع في تافيوني، وهي الجزيرة التي يعبر فيها خط التاريخ الدولي على اليابسة في فيجي. الجزيرة تعتبر جزء من محافظة كاكاودروف وتحمل لقب توي كاكاو، رئاسة بارامونت توفاتا الكونفدرالية، ترتبط تاريخيا وتقليديا بهذه القرية.

## الأشخاص المشهورون من سوموسومو
- أول رئيس لفيجي بينايا غانيلو، كان أحد سكان سوموسومو.[2]
- الرئيس كومايباتينيواي من أسرة سوموسومو النبيلة.
- لاعب الركبي سيمي رادرادرا نشأ في قرية سوموسومو.[3]

## الأساطير
وفقًا للأسطورة، الإله الذي حكم على القرية هو قوراي. هناك ممارسات محدودة للدين التقليدي في سوموسومو، كما في أعمال ج. ج. فريزر الشهيرة، وأبرزها الغول الذهبي. يصف فريزر الاعتقاد بمبدأ استمرارية الطبيعة الإلهية بين البشر والآلهة، والذي يعتبر بعض الكهنة والزعماء أشخاص مقدسين.